# Helina mulcata
Helina mulcata är en tvåvingeart som först beskrevs av Giglio-tos 1893.  Helina mulcata ingår i släktet Helina och familjen husflugor. Inga underarter finns listade i Catalogue of Life.